# Франсистаун
Франсистаун (енгл. Francistown) други је највећи град у Боцвани.

## Историја
Франсистаун је био средиште прве златне грознице у Јужној Африци. Основан је 1897. године и назван по свом оснивачу Данијелу Франсису.

## Географија
Франсистаун је по броју становника други град у Боцвани после престонице Габоронеа од којег је удаљен око 400 км. Налази се на самом истоку државе, у близини границе са Зимбабвеом.

### Клима
| Клима (Франсистаун)      | Клима (Франсистаун) | Клима (Франсистаун) | Клима (Франсистаун) | Клима (Франсистаун) | Клима (Франсистаун) | Клима (Франсистаун) | Клима (Франсистаун) | Клима (Франсистаун) | Клима (Франсистаун) | Клима (Франсистаун) | Клима (Франсистаун) | Клима (Франсистаун) | Клима (Франсистаун) |
| Показатељ \ Месец        | .Јан.               | .Феб.               | .Мар.               | .Апр.               | .Мај.               | .Јун.               | .Јул.               | .Авг.               | .Сеп.               | .Окт.               | .Нов.               | .Дец.               | .Год.               |
| ------------------------ | ------------------- | ------------------- | ------------------- | ------------------- | ------------------- | ------------------- | ------------------- | ------------------- | ------------------- | ------------------- | ------------------- | ------------------- | ------------------- |
| Максимум, °C (°F)        | 29 (85)             | 28 (83)             | 28 (83)             | 27 (80)             | 24 (76)             | 22 (71)             | 22 (71)             | 25 (77)             | 28 (82)             | 29 (85)             | 30 (86)             | 29 (84)             | 27 (80)             |
| Минимум, °C (°F)         | 22 (71)             | 21 (69)             | 19 (67)             | 16 (61)             | 12 (54)             | 8 (47)              | 8 (46)              | 11 (52)             | 16 (60)             | 19 (67)             | 20 (68)             | 21 (69)             | 16 (61)             |
| Количина падавинаmm (in) | 99 (3,9)            | 84 (3,3)            | 61 (2,4)            | 30 (1)              | 8 (0,3)             | 3 (0,1)             | 0 (0)               | 0 (0)               | 8 (0,3)             | 28 (1,1)            | 58 (2,3)            | 91 (3,6)            | 460 (18,1)          |
| Извор: Weatherbase       |                     |                     |                     |                     |                     |                     |                     |                     |                     |                     |                     |                     |                     |

## Партнерски градови
- Генк
- Тајан